# Richtplatte
Eine Richtplatte ist eine ebene Stahlplatte, auf der in metallverarbeitenden Werkstätten Stahlkonstruktionen zweidimensional gerichtet werden. Richtplatten gibt es in Größen von unter 1 m² bis hinauf zu mehreren 100 m² Fläche.
Zweidimensionale Werkstücke und Bauteile aus Stahl wie zum Beispiel Geländer, Stahlrahmen oder Stahlkonstruktionen verziehen sich bei der Herstellung durch thermische bzw. mechanische Arbeitsvorgänge wie Schweißen, Schmieden oder Walzen. Um verzogene Bauteile wieder in die korrekte Form zu bringen, werden sie nach der Fertigstellung auf die Richtplatte gelegt und mit Hammerschlägen, Pressen, durch Verspannen oder örtliche Erhitzung gerichtet.
Richtplatten haben Bohrungen zur Aufnahme von Dornen, mit denen ein aufgelegtes Werkstück verspannt werden kann. Zur Erleichterung der Kontrollmessungen während des Richtvorgangs sind Richtplatten oft mit einem Kreuzraster aus eingeschliffenen Linien mit 100 mm Linienabstand versehen.